# Departamentele executive ale Statelor Unite ale Americii
Departamentele executive ale Statelor Unite ale Americii reprezintă ramura executivă a guvernului federal al Statelor Unite. Acestora le corespund ministerele în sistemele parlamentare și semiprezidențiale, dar în Statele Unite, țară cu sistem prezidențial, sunt conduse de un oficial care ocupă atât funcția de șef de guvern, cât și pe cea de șef de stat. Departamentele executive sunt organele administrative ale președintelui Statelor Unite. În prezent, există 15 departamente executive.
Fiecare departament este condus de un „secretar”, cu excepția Departamentului de Justiție, în fruntea căruia se află procurorul general. Șefii acestor departamente sunt numiți de președinte și preiau mandatul numai cu avizul și acordul⁠(d) Senatului Statelor Unite. Aceștia sunt membri ai cabinetului președintelui, un organ executiv care acționează în calitate de consiliu consultativ. Conform articolului II, secțiunea II, clauza I⁠(d) din Constituția SUA, șefii departamentelor executive sunt denumiți „principalul oficial din fiecare departament executiv”.
Șefii departamentelor executive fac parte din linia de succesiune prezidențială după vicepreședinte, președintele Camerei Reprezentanților⁠(d) și președintele pro tempore al Senatului⁠(d).

## Departamente
| Sigiliu | Departament                                           | Fondat             | Angajați                                                                   | Buget anual             | Director | Director                                                           | Director |
| Sigiliu | Departament                                           | Fondat             | Angajați                                                                   | Buget anual             | Portret  | Nume și funcție                                                    |          |
| ------- | ----------------------------------------------------- | ------------------ | -------------------------------------------------------------------------- | ----------------------- | -------- | ------------------------------------------------------------------ | -------- |
|         | Departamentul de Stat                                 | 27 iulie 1789      | 69,000 13,000 personal guvernamental⁠(d) 11,000 funcționari⁠(d) 45,000 local | $52.505 miliarde (2020) |          | Antony Blinken Secretar de stat                                    |          |
|         | Departamentul Trezoreriei                             | 2 septembrie 1789  | 86,049 (2014)                                                              | $16.55 miliarde (2021)  |          | Janet Yellen Secretarul trezoreriei⁠(d)                             |          |
|         | Departamentul Apărării                                | 18 septembrie 1947 | 2.86 million                                                               | $716 miliarde (2021)    |          | Lloyd Austin Secretarul apărării                                   |          |
|         | Departamentul de Justiție                             | 1 iulie 1870       | 113,543 (2012)                                                             | $33.2 miliarde (2021)   |          | Merrick Garland Procurorul general                                 |          |
|         | Departamentul de Interne⁠(d)                           | 3 martie 1849      | 70,003 (2012)                                                              | $21.55 miliarde (2021)  |          | Deb Haaland⁠(d) Secretar de interne                                 |          |
|         | Departamentul Agriculturii⁠(d)                         | 15 mai 1862        | 105,778 (iunie 2007)                                                       | $151 miliarde (2021)    |          | Tom Vilsack⁠(d) Secretarul agriculturi⁠(d)                           |          |
|         | Departamentul de Comerț⁠(d)                            | 14 februarie 1903  | 43,880 (2011)                                                              | $7.89 mliarde (2021)    |          | Gina Raimondo⁠(d) Secretarul comerțului⁠(d)                          |          |
|         | Departamentul Muncii⁠(d)                               | 4 martie 1913      | 17,450 (2014)                                                              | $41.7 miliarde (2021)   |          | Marty Walsh⁠(d) Secretarul muncii⁠(d)                                |          |
|         | Departamentul de Sănătate și Servicii sociale⁠(d)      | 11 aprilie 1953    | 79,540 (2015)                                                              | $1.394 miliarde (2021)  |          | Xavier Becerra⁠(d) Secretarul sănătății și serviciilor sociale⁠(d)   |          |
|         | Departamentul pentru Locuințe și Dezvoltare urbană⁠(d) | 9 septembrie 1965  | 8,416 (2014)                                                               | $47.9 miliarde (2021)   |          | Marcia Fudge⁠(d) Secretarul pentru locuințe și dezvoltare urbană⁠(d) |          |
|         | Departamentul Transporturilor⁠(d)                      | 1 aprilie 1967     | 58,622                                                                     | $89 miliarde (2021)     |          | Pete Buttigieg⁠(d) Secretarul transporturilor⁠(d)                    |          |
|         | Departamentul Energiei⁠(d)                             | 4 august 1977      | 12,944 (2014)                                                              | $35.36 miliarde (2021)  |          | Jennifer Granholm⁠(d) Secretarul energiei⁠(d)                        |          |
|         | Departamentul Educației                               | 17 octombrie 1979  | 3,912 (2018)                                                               | $72.3 miliarde (2021)   |          | Miguel Cardona⁠(d) Secretarul educației⁠(d)                          |          |
|         | Departamentul pentru Veterani⁠(d)                      | 15 martie 1989     | 377,805 (2016)                                                             | $243.3 miliarde (2021)  |          | Denis McDonough⁠(d) Secretarul pentru veterani⁠(d)                   |          |
|         | Departamentul de Securitate Internă⁠(d)                | 25 noiembrie 2002  | 229,000 (2017)                                                             | $75.88 miliarde (2021)  |          | Alejandro Mayorkas⁠(d) Secretarul securității interne⁠(d)            |          |

## Departamente desființate
| Sigiliu | Departament                       | Fondat             | Eliminat din cabinetul prezidențial | Înlocuit de                                                  | Ultimul director numit | Ultimul director numit                                 | Ultimul director numit |
| Sigiliu | Departament                       | Fondat             | Eliminat din cabinetul prezidențial | Înlocuit de                                                  | Portrait               | Nume și funcție                                        |                        |
| ------- | --------------------------------- | ------------------ | ----------------------------------- | ------------------------------------------------------------ | ---------------------- | ------------------------------------------------------ | ---------------------- |
|         | Departamentul de Război⁠(d)        | 7 august 1789      | 18 septembrie 1947⁠(d)               | Departamentul Armatei⁠(d) Departamentul Forțelor aeriene⁠(d)   |                        | Kenneth C. Royall⁠(d) Secretar de război                |                        |
|         | Departamentul Poștal⁠(d)           | 10 februarie 1792  | 1 iulie 1971⁠(d)                     | Serviciile poștale                                           |                        | Winton M. Blount⁠(d) Diriginte general⁠(d)               |                        |
|         | Departamentul Marinei⁠(d)          | 30 aprilie 1798    | 10 august 1949                      | Departamentul Apărării (în calitate de departament executiv) |                        | Francis P. Matthews⁠(d) Secretar al marinei⁠(d)          |                        |
|         | Departamentul Armatei⁠(d)          | 18 septembrie 1947 | 10 august 1949                      | Departamentul Apărării (în calitate de departament executiv) |                        | Gordon Gray⁠(d) Secretar al armatei⁠(d)                  |                        |
|         | Departamentul Forțelor aeriene⁠(d) | 18 septembrie 1947 | 10 august 1949                      | Departamentul Apărării (în calitate de departament executiv) |                        | W. Stuart Symington⁠(d) Secretar al forțelor aeriene⁠(d) |                        |